# Maison Étienne Vidal
La maison Étienne Vidal est une maison située en France sur la commune de Caunes-Minervois, dans le département de l'Aude en région Languedoc-Roussillon.
Elle fait l'objet d'une inscription au titre des monuments historiques depuis le 13 avril 1948.

## Localisation
La maison est située sur la commune de Caunes-Minervois, dans le département français de l'Aude.

## Historique
L'édifice est inscrit au titre des monuments historiques en 1948.